# Peter Berg
Peter Berg (New York City, New York, 1964. március 11.–) amerikai rendező, producer, író és színész.
Rendezői filmjei között szerepel a Ronda ügy (1998) fekete komédia, az Amazonas kincse (2003) akció-vígjáték, a Tiszta szívvel foci (2004) sport-dráma, a Királyság (2007) akció-thriller, a Hancock (2008) szuperhősfilm, a csatahajó (2012), a Mélytengeri pokol (2016), a A hazafiak napja (2016) és az akció-thriller 22 mérföld (2018), az utóbbi három filmnek Mark Wahlberg a főszereplője.

## Fiatalkora
Berg 1964-ben született New York Cityben, az amerikai tengerészgyalogos Laurence "Larry" és Sally (Winkler) Berg fiaként. Berg apja zsidó volt, csakúgy, mint az anyai nagyapja.Édesanyja keresztény volt.
Anyja révén Bergnek az író H. G. Bissinger a másodunokatestvére, akinek a Friday Night Lights című könyve adta az ihletet Berg azonos című filmjének és TV sorozatának. Anyja egy Catalog for Giving elnevezésű ifjúsági csoportot alapított és egy pszichiátriai kórházban dolgozott, amikor Berg felnőtt. Van egy fiatal húga, Mary.
Peter a Chappaqua iskola hallgatója volt. Miután 1980-ban végzett a Taft Iskolában, Berg részt vett a Saint Paul-i (Minnesota) Macalester gimnáziumban, ahol színészművészetet és történetet tanult. 1984-ben végzett, majd 1985-ben Los Angelesbe költözött, hogy folytathassa filmes karrierjét.

## Magánélete
1993-ban Berg feleségül vette Elizabeth Rogers-t, a Calvin Klein ügynökét; 1998-ban elváltak. Egy közös gyermekük van.

## Filmográfia

### Filmek
| Év   | Film                        | Rendező | Író  | Producer | Megjegyzés                        |
| ---- | --------------------------- | ------- | ---- | -------- | --------------------------------- |
| 1998 | Ronda ügy                   | Igen    | Igen | Nem      | zeneszerző is ("Walls Come Down") |
| 2003 | Az Amazonas kincse          | Igen    | Nem  | Nem      |                                   |
| 2004 | Péntek esti fények          | Igen    | Igen | Nem      |                                   |
| 2007 | A királyság                 | Igen    | Nem  | Nem      |                                   |
| 2008 | Hancock                     | Igen    | Nem  | Nem      |                                   |
| 2010 | Vesztesek bosszúja          | Nem     | Igen | Nem      |                                   |
| 2012 | Csatahajó                   | Igen    | Nem  | Igen     |                                   |
| 2013 | A túlélő                    | Igen    | Igen | Igen     |                                   |
| 2016 | Mélytengeri pokol           | Igen    | Nem  | Nem      |                                   |
| 2016 | A hazafiak napja            | Igen    | Igen | Nem      |                                   |
| 2018 | 22 mérföld                  | Igen    | Nem  | Igen     |                                   |
| 2020 | Spenser az igazság nyomában | Igen    | Nem  | Igen     |                                   |

Producerként
- Plutónium (2006)
- Plasztik szerelem (2007) (Executive producer)
- Herkules (2014) (Executive producer)
- A préri urai (2016)
- Wind River – Gyilkos nyomon (2017)

#### Színészként
| Év   | Cím                                                  | Szerep                      | Megjegyzés              |
| ---- | ---------------------------------------------------- | --------------------------- | ----------------------- |
| 1988 | Quiet Victory: The Charlie Wedemeyer Story           | Bobby                       |                         |
| 1989 | Kedden soha                                          | Eddie                       |                         |
| 1989 | Miracle Mile                                         | Band Member                 |                         |
| 1989 | Race for Glory                                       | Chris Washburn              |                         |
| 1989 | Shocker                                              | Jonathan Parker             |                         |
| 1989 | Szívek doktora                                       | Jenks                       |                         |
| 1989 | Két nővér                                            | Gardner                     |                         |
| 1989 | Furcsa fickók a fedélzeten                           | Mort Ginsberg               | mint Pete Berg          |
| 1990 | Genuine Risk                                         | Henry                       |                         |
| 1990 | Forradalom után                                      |                             |                         |
| 1991 | Late for Dinner                                      | Frank Lovegren              |                         |
| 1991 | Elveszett szívek                                     | Tom                         |                         |
| 1992 | Éjfélre kitisztul                                    | Bud Miller                  |                         |
| 1993 | A Case for Murder                                    | Jack Hemmet                 |                         |
| 1993 | Égi tűz                                              | David Whitlock              |                         |
| 1993 | Aspen Extreme                                        | Dexter Rutecki              |                         |
| 1994 | Across the Moon                                      | Lyle                        |                         |
| 1994 | Uneviled                                             | Drug dealer                 |                         |
| 1994 | F.T.W.                                               | Clem Stuart                 |                         |
| 1994 | Végső csábítás                                       | Mike Swale                  |                         |
| 1994 | Rise and Walk: The Dennis Byrd Story                 | Dennis Byrd                 |                         |
| 1995 | Nehézfiúk                                            | séf (cameoszerep)           |                         |
| 1996 | Pofonláda                                            | Terry Conklin               |                         |
| 1996 | Girl 6 – A hatodik hang                              | Caller No 1—Bob             |                         |
| 1997 | Cop Land                                             | Joey Randone                |                         |
| 1998 | Ronda ügy                                            | Doktor                      |                         |
| 1999 | Dill Scallion                                        | Nate Clumson                |                         |
| 2001 | Corky Romano, a kezes farkas                         | Paulie Romano               |                         |
| 2004 | Collateral – A halál záloga                          | Richard Weidner             |                         |
| 2006 | Füstölgő ászok                                       | "Pistol" Pete Deeks         |                         |
| 2007 | Gyávák és hősök                                      | Falco ezredes               |                         |
| 2007 | A királyság                                          | FBI-ügynök                  |                         |
| 2008 | Hancock                                              | Doktor                      | stáblistán nem szerepel |
| 2011 | POM Wonderful Presents: The Greatest Movie Ever Sold | Önmaga                      | Dokumentumfilm          |
| 2012 | Csatahajó                                            | Sonar Mate                  | Uncredited              |
| 2013 | A túlélő                                             | Haditengerészet személyzete | Uncredited              |
| 2015 | Trophy Kids                                          | Önmaga                      | Dokumentumfilm          |
| 2016 | Mélytengeri pokol                                    | Mr. Skip                    | mint Pete Berg          |
| 2018 | 22 mérföld                                           | Lucas                       | mint Pete Berg          |

### Televíziós sorozatok
| Év           | Film                                                                            | Rendező | Producer | Író  | Megjegyzés                                                      |
| ------------ | ------------------------------------------------------------------------------- | ------- | -------- | ---- | --------------------------------------------------------------- |
| 1994 és 1997 | Chicago Hope Kórház                                                             | Igen    | Nem      | Igen | Epizód: "Colonel of Truth" és "Quiet Riot" (mint Peter W. Berg) |
| 2000         | Wonderland                                                                      | Igen    | Vezető   | Igen | alkotó; Epizód: "Pilot"                                         |
| 2006         | Tiszta szívvel foci                                                             | Igen    | Vezető   | Igen | alkotó; Epizód: "Pilot" és "East of Dillon"                     |
| 2009         | 30 for 30                                                                       | Igen    | Igen     | Nem  | Epizód: "Kings Ransom"                                          |
| 2009         | Virtuality                                                                      | Igen    | Vezető   | Nem  | TV film                                                         |
| 2009         | Trauma                                                                          | Nem     | Vezető   | Nem  |                                                                 |
| 2011         | Első számú gyanúsított                                                          | Igen    | Vezető   | Nem  | Epizód: "Pilot"                                                 |
| 2014         | A hátrahagyottak                                                                | Igen    | Vezető   | Nem  | Epizód: "Pilot" és "Penguin One, Us Zero"                       |
| 2015-2019    | Nagypályások                                                                    | Igen    | Vezető   | Nem  | Epizód: "Pilot"                                                 |
| 2018         | The People's Fighters: Teofilo Stevenson and the Legend of Cuban Boxing         | Igen    | Nem      | Nem  | TV dokumentum, narrátor is                                      |
| 2019         | Riválisok                                                                       | Nem     | Vezető   | Nem  |                                                                 |
| 2020         | Victoria's Secret: Angels and Demons                                            | Nem     | Vezető   | Nem  | TV dokumentum                                                   |
| 2023         | A gyilkos csodaszer                                                             | Igen    | Vezető   | Nem  |                                                                 |
| TBA          | The Green Beret’s Guide to Surviving the Apocalypse to Surviving the Apocalypse | Nem     | Vezető   | Nem  |                                                                 |

#### Színészként
| Év        | Cím                 | Szerep               | Megjegyzés                         |
| --------- | ------------------- | -------------------- | ---------------------------------- |
| 1988      | 21 Jump Street      | Jerome Sawyer        | Epizód: "Champagne High"           |
| 1995      | Fallen Angels       |                      | 2 epizód                           |
| 1995-1999 | Chicago Hope Kórház | Dr. Billy Kronk      | 106 epizód                         |
| 1996      | A meztelen igazság  |                      | 1 epizód                           |
| 2002      | Férjek gyöngye      | Lil' Eddie           | Epizód: "Kirbed Enthusiasm"        |
| 2002      | Alias               | Noah Hicks ügynök    | Epizód: "Snowman" and "Masquerade" |
| 2007      | Tiszta szívvel foci | Morris "Mo" McArnold | Epizód: "May The Best Man Win"     |
| 2008      | Törtetők            | Önmaga               | 5 szezon és 7 szezon               |
| 2012      | Kaliforgia          | Önmaga               | Epizód: "The Way of the Fist"      |
| 2014      | A hátrahagyottak    | Pete                 |                                    |
| 2017      | Nagypályások        | Delfinek edzője      | 7 epizód                           |

### Videóklipek
| Év   | Cím                                        | Előadó             |
| ---- | ------------------------------------------ | ------------------ |
| 2003 | "Addicted"                                 | Enrique Iglesias   |
| 2008 | "Keeps Gettin' BetterKeeps Gettin' Better" | Christina Aguilera |
| 2012 | "One More Night"                           | Maroon 5           |
| 2014 | "Maps"                                     | Maroon 5           |